# Stazione di Paderno
Stazione di Paderno vasútállomás Olaszországban, Lombardia régióban, Paderno Franciacorta településen.

## Vasútvonalak
Az állomást az alábbi vasútvonalak érintik:
- Brescia–Iseo–Edolo-vasútvonal

## Kapcsolódó állomások
A vasútállomáshoz az alábbi állomások vannak a legközelebb:
- Stazione di Passirano (1911. szeptember 4. – , Brescia–Iseo–Edolo-vasútvonal, északnyugat)
- Stazione di Castegnato (Brescia–Iseo–Edolo-vasútvonal, délkelet)
- Passirano Superiore railway station ( – 1932. május, északnyugat)